# Félix Auvray
Joseph Félix Henri Auvray, född 31 mars 1800 i Cambrai, död 11 september 1833 i samma stad, var en fransk historiemålare.
Elev till Jacques-François Momal i Valenciennes och senare hos Antoine-Jean Gros i Paris. Hans målningar finns representerad i museet i Cambrai.